# 레슬리 찰슨
레슬리 찰슨(Leslie Charleson, 1945년 2월 22일~2025년 1월 12일)은 미국의 배우이다.

## 출연 작품
- General Hospital: Night Shift(2008)
- 프렌즈(1994)
- 돌고래 알파(1973)
- 샌프란시스코 수사반(1972)
- 닥터 웰비(1969)
- 애즈 더 월드 턴즈(1956)